# Serdang
Serdang fou un sultanat de la costa oriental de Sumatra. Sota protectorat neerlandès formà part de la residència de la Costa Oriental a l'illa de Sumatra, Índies Orientals Neerlandeses.

## Dades generals
La família reial descendeix de Tuanku Umar (àlies Raja Usman), el fill més jove de Tuanku Panglima Paderap d'Aru (Deli), a la mort del qual el 1728 el regne d'Aru va quedar immers en una guerra successòria i es va dividir en dues parts, el que fou el regne de Deli i el que fou el de Serdang. El fill gran de Paderap (el tercer fill però l'únic viu) fou expulsat del poder per son germà Tuanku Gandar Wahid, i va haver de fugir a Serdang, amb la seva mare i el seu germà petit; allí els Datuk Sunggal i altres nobles van establir Tuanku Umar com a raja. El sultanat tenia 1.243 km² i diversos subestats:
- Denai a la costa central amb 128 km²
- Sunggal Tuan, a la costa occidental (un dels Datuk Sungal)
- Serbanjaman (un dels Datuk Sungal)
- Empat Urung Kejuruan Senembah, a la part centre-occidental, format per Empat Urung Maleisch, Empat Urung Kejuruan Perijut (superfície 130 km²) i Empat Urung Sukapiring (Kampong Baru)
- Senembah (Tanjung Muda i Serbajadi)

## Història
Els successor de Tuanku Umar van governar en oposició als sobirans de Deli, fins a l'arribada dels neerlandesos a la segona meitat del segle xix; quan van arribar els neerlandesos ja havien signat un acord amb Deli (1862) i quan es va delimitar la frontera encara fou incrementat en quatre districtes. Les plantacions de tabac, cautxú i mantega de palma van portar llavors la prosperitat al territori. La cessió de territoris a l'enemic hereditari, Deli, va causar sempre una desafecció amb les autoritats colonials, però sempre amb prudència; Sultan Sulaiman ul Sharif Alam Shah que va regnar 67 anys (quasi tot el període colonial) es va oposar per força temps als contractes entre els sobirans locals i els holandesos. Progressivament la confiança es va restaurar i el 1941 els japonesos foren mal acollits; la família reial va donar suport als holandesos i als aliats i un membre de la nissaga, Tengku Rachmadu, fou decapitat pels japonesos el 1943. A la rendició japonesa el 1945 l'administració va entrar en col·lapse i diversos grups van intentar ocupar el poder incloent els holandesos; el sultà va acceptar armament de les forces japoneses que es rendien; això va provocar un conflicte i en la lluita que va seguir el palau reial fou destruït. Poc després el moviment anomenat "Revolució Social" va capturar al sultà que va quedar sota guàrdia protectora. Sultan Sulaiman va morir presoner cap a la fi de l'any 1946 i cap successor fou instal·lat al seu lloc. El seu fill petit Tengku Lukman Sinar, famós com a més gran historiador de Sumatra, va començar un temps després una llarga campanya per la restauració del sultanat que va reeixir el 1997.
Els sultans porten el títol de Paduka Sri Sultan (nom personal i nom del regne) ibni al-Marhum (títol i nom del pare), Sultan et di-Pertuan de Yang Besar de Serdang, amb tractament de Son Altesa.

## Llista de sultans
- 1728 - 1782: Umar Johan Pahlawan Alam Shah (1703 - 1782)
- 1782 - 1822: Ainan Johan Pahlawan Alam Shah (1767 - 1822)
- 1822 - 1851: Thaf Sinar Bashar Shah (1790 - 1851)
- 1851 - 1879: Muhammad Basharuddin Saiful Alam Shah (1809 - 1879)
- 1879 - 1946: Sulaiman Shariful Alam Shah (1862 - 1946)
- 1946 - 1997: Interregne
- 1997 - 2001: Abu Nawar Sharifullah Alam Shah (1932 - 2001)
- 2001 - : Lukman Sinar Bashar Shah II (1933-)

## Escut i bandera
L'escut està format per un disc blau amb una mitja lluna daurada a la dreta (puntes cap a l'esquerra) i un arbre (tronc marron i fulles verdes); entre la mitja lluna i l'arbre quatre estrelles grogues de cinc puntes (col·locades com el quatre als daus), i entre l'arbre i l'esquerra del disc, cinc estrelles daurades (tanmateix com els 5 als daus); sobre el disc una estilització d'una corona amb cinc rombes (negre, vermell, blanc, verd i blau); per darrere del disc creuen dues espases de dreta a esquerra i dues més d'esquerra a dreta, totes de puny daurat, sent dues (una a cada costat) negres i dues blanques o plata. Sota el disc dues espases de plata creuades de punta plana i puny negre. El disc té com a suports dos cavalls blancs, un a cada costat; sota hi ha una decoració en vermell fosc situada per darrers de les espases i els cavalls; per sota una cinta daurada amb inscripció aràbiga en negre; sota la cinta una inscripció estilitzada aràbiga en forma semicircular (el cerce a la part inferior); sota de tot, seguint el cercle, la inscripció en verd "Kebupatan Serdang" (o similar) que voldria dir «principat de Serdang».
La bandera del sultà i el sultanat és groga amb l'escut al centre